# Ericka Frederick
Ericka Frederick (geb. um 1970) ist eine amerikanische Filmproduzentin. Der von ihr gemeinsam mit Peter Riegert produzierte Kurzfilm By Courier war bei der Oscarverleihung 2001 in der Kategorie „Bester Kurzfilm (Live Action)“ für die Trophäe nominiert.

## Leben
Frederick machte 1986 ihren 12.-Klasse-Abschluss an der University Liggett School in Grosse Pointe.  1992, nach einem sechsjährigen Studium, erwarb sie einen Bachelor mit dem Hauptfach Modern Dance von der University of Michigan. Während ihres Studiums begann sie sich für Film zu interessieren, da sie Filme als Hintergrund für ihre Tänze verwendete. Auch ihre Abschlussarbeit war ein Film namens Carriers, der geworfene Keramiktöpfe mit einer tanzenden weiblichen Figur verband. Noch während des Studiums gründete sie in Detroit ihre eigene Produktionsfirma, mit dem Namen Sluggo Films. Sie produzierte u. a. Musikvideos und Werbespots. Nach dem Studium zog sie nach North Carolina, wo sie ebenfalls in der Musikvideo- und Werbefilmbranche arbeitete.
14 Jahre lang arbeitete sie zudem in der Verkaufs- und Marketingabteilung von Eastman Kodak. Für diesen Job zog sie nach New York. 1998 lernte sie auf dem Rhode Island International Film Festival Peter Riegert, einen der Juroren, kennen. Sie wurden Freunde und produzierten gemeinsam By Courier, einen 13-minütigen Film, der auf einer Kurzgeschichte O. Henrys basiert und im Jahr 1910 spielt. Dieser wurde für einen Oscar nominiert. 2012 machte sie ihren Master in dem Fach Film an der University of Wisconsin–Milwaukee. Momentan (mindestens seit 2013, Stand 2016) arbeitet sie in der Abteilung für Anwerbung und Öffentlichkeitsarbeit der Peck School of the Arts an der University of Wisconsin-Milwaukee. Außerdem ist sie seit 2013 Geschäftsführerin des Unternehmens Medtoon. Dieses versucht mit Hilfe von animierten Kurzfilmen Kindern medizinische Vorgänge zu erklären.

## Filmografie (Auswahl)
- 2000: By Courier (Kurzfilm)
- 2004: King of the Corner
- 2005: Lifelike (Kurzfilm)
- 2007: Train Town (Kurzfilm)
- 2009: How to Not Kill Everyone (Kurzfilm)
- 2010: Rooftop Wars (Kurzfilm)
- 2010: Manbird (Dokumentarkurzfilm)